# Gymnelia stretchi
Gymnelia stretchi là một loài bướm đêm thuộc phân họ Arctiinae, họ Erebidae.